# Liam Finn
Liam Mullane Finn (født 24. september 1983 i Melbourne, Australien) er en musiker og sangskriver fra New Zealand. Han er født i Australien men flyttede til New Zealand som barn. Han er søn af popmusikeren Neil Finn (fra Split Enz og Crowded House).

## Diskografi

### Solo

#### Album
- I'll Be Lightning (2007) – UK #88; USA#13 Heatseekers
- Champagne In Seashells EP (2009)
- FOMO (2011)

#### Live-album
- Live (in Spaceland) – 22. februar 2008, Spaceland Recordings
- Live From The Wiltern – (2008) Yep Roc Records

### Med BARB
- Barb, august 2010